# James Crawford (músico)
James "Sugar Boy" Crawford (Nueva Orleans, Luisiana, 12 de octubre de 1934 - 15 de septiembre de 2012) fue un músico estadounidense de Rhythm and blues.

## Vida
Comenzó tocando el trombón, y luego formó una banda con el DJ local Daddy-o, conocida como "The Chapaka Shawee", el título de un instrumental que habían tocado. La banda luego de haber sido contratada por Chess Records cambio el nombre a Sugar boy and his Cane Cutters.
A pesar de que su canción se volviese un estándar en el Mardi Gras de Nueva Orleans, Crawford desapareció de la vista pública, y en 2002 en una entrevista para Offbeat contó como su carrera tuvo un paro abrupto en 1963, por haber recibido una golpiza la cual lo dejoin, forzándolo a abandonar la industria musical. En 1969, decidió dedicarse al coro de iglesias únicamente.